# Eliane Giardini
Eliane Teresinha Giardini (Sorocaba, 20 de outubro de 1952) é uma atriz e diretora brasileira. Artista versátil e de grande reconhecimento da crítica, iniciou sua carreira nos palcos da USP e, mais tarde, tornou-se popular na televisão por suas personagens intensas. Giardini é ganhadora de vários prêmios, incluindo um APCA, três Prêmios Qualidade Brasil e um Governador do Estado, além de ter recebido indicações para um Grande Otelo e dois Prêmios Guarani.
Giardini fez sua estreia profissional na peça Boca de Ouro (1972), clássico de Nelson Rodrigues, embora tenha feito alguns trabalhos amadores anteriormente. Desde então, tornou-se uma assídua no teatro integrando diversas companhias teatrais e atuando em peças de aclamação da crítica. No teatro, destacou-se em Na Carreira do Divino (1979), A Aurora da Minha Vida (1981), Com a Pulga Atrás da Orelha (1984), A Fera na Selva (1991), Memória da Água (2001), Tarsila (2004), Édipo Rei (2012) e, a mais recente, Intimidade Indecente (2022).
Na televisão, sua estreia ocorreu em 1982 como protagonista da telenovela Ninho da Serpente, da Band TV. Em telenovelas, Eliane teve personagens importantes em Vida Roubada (1984), Uma Esperança no Ar (1985), Helena (1987) e Felicidade (1991). Mas, foi no papel de "Dona Patroa" em Renascer (1993) que realmente ficou conhecida pelo público. Destacou-se ainda em Explode Coração (1995), A Indomada (1997), Andando nas Nuvens (1999), O Clone (2001), pela qual foi eleita melhor atriz pela Associação Paulista de Críticos de Arte, América (2005), Caminho das Índias (2009), Tempos Modernos (2010), Avenida Brasil (2012), Amor à Vida (2013), Êta Mundo Bom! (2016), O Outro Lado do Paraíso (2017), Órfãos da Terra (2019) e Terra e Paixão (2023).
No cinema, fez seu primeiro trabalho no drama O Salário da Morte (1971), produzido por seu tio W.J. Solha, mas ganhou maior reconhecimento no romance O Amor Está no Ar (1997), pelo qual recebeu o prestigiado prêmio de Melhor Atriz no Festival de Gramado. Giardini é reconhecida por sua versatilidade, tendo atuado nos mais diversos gêneros, com destaque em Sonhos Tropicais (2001), Olga (2004), sendo indicada ao Grande Otelo por esse último, Chatô, o Rei do Brasil (2015), A Fera na Selva (2017) e Deslembro (2019), pelo qual recebeu o prêmio de Melhor Atriz Coadjuvante no Festival do Rio.

## Juventude

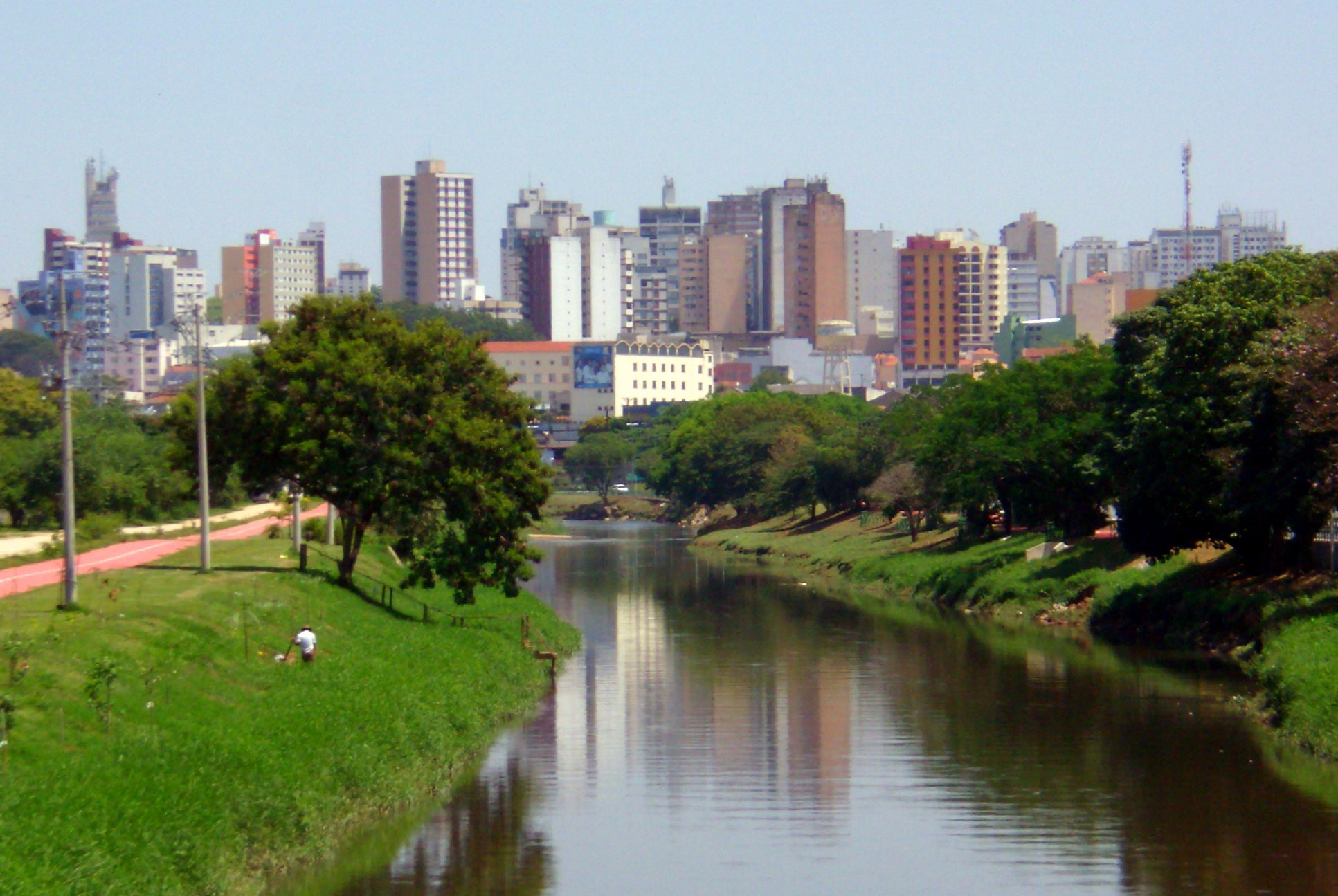
Vista parcial de uma região de Sorocaba, cidade natal da atriz.

Nascida em Sorocaba, interior de São Paulo, seu pai era dono de uma oficina mecânica de carros e sua mãe dona de casa. Giardini é descendente de italianos por parte de seu pai e descendente de portugueses por parte de sua mãe. Desde a sua infância, descobriu seu ofício como atriz, frequentando ensaios de teatro amador a convite do pai de uma amiga da escola. Nesta época, ela estudava em um colégio de freiras, o qual ela relata que foi muito importante para construir alguns personagens a partir de suas vivências na instituição.
Na juventude, Eliane cogitou cursar Filosofia ou Letras na faculdade, mas mudou de ideia aos 17 anos com uma visita de seu tio, Waldemar José Solha, que estava de viagem em Sorocaba. Ele estava de viagem à São Paulo para comprar equipamentos necessários para as filmagens de seu novo projeto cinematográfico. Ele então a convidou para interpretar um personagem no filme e ela aceitou, viajando para a Paraíba para as gravações de O Salário da Morte (1971). Ao regressar para São Paulo, com status de atriz de cinema, foi logo convidada para ingressar em um grupo de teatro, o Artes, onde conheceu o ator Paulo Betti, no início dos anos 1970, com quem iniciou um namoro e viria a se casar.
Os dois participaram juntos de um festival de teatro amador, onde encenaram O Pagador de Promessas, em 1971, e foram premiados como Prêmio Governador do Estado. Com o prêmio, conquistaram uma bolsa de estudos e foram aprovados na Escola de Arte Dramática da USP (EAD). No início, Eliane continuou morando em Sorocaba, devido às instabilidades financeiras do casal na capital. Durante dois anos, ela fazia o percurso de viagem entre sua cidade natal e São Paulo para estudar. A sua mãe, que era costureira, fazia uma peça de roupa de encomenda, vendia e dava o dinheiro para a Eliane comprar a passagem. Depois conseguiu se mudar para São Paulo. Na EAD, receberam aulas de interpretação com Celso Nunes, conhecido também como pai do ator Gabriel Braga Nunes, e se integraram a um grupo teatral. Eventualmente, Celso contratou o grupo para colaborar na criação de uma escola de teatro para os estudantes da Unicamp, em Campinas. Esse período foi descrito pela atriz como muito produtivo, em uma escola que seguia diferentes diretrizes e ideias.

## Carreira

### 1972—89: Primeiros papéis no teatro profissional e televisão
Em 1972, aos 19 anos, Giardini ingressou em seu primeiro projeto profissional no teatro, uma montagem do espetáculo Boca de Ouro, de autoria de Nelson Rodrigues e direção de Emílio Di Biasi, com Paulo Betti também no elenco. No ano seguinte, com praticamente o mesmo elenco, esteve sob a direção de Sylvio Zilber na peça O Inspetor Geral, uma comédia de Nikolai Gogol que satiriza a corrupção dos funcionários do estado. Ainda em 1973, estreia na peça O Doente Imaginário, um texto de Molière, na qual foi dirigida por Antônio Mercado. Prosseguiu sua carreira nos palcos, sendo 1974 um ano muito prolífico em sua carreira, atuando em três de peças: Fora, Diante da Porta, dirigida por Fausto Fuser; Rasto Atrás, direção de Jonas Bloch; e, uma adaptação de Victor, ou As Crianças no Poder, de Roger Vitrac e direção de Celso Nunes.
Em 1979, ganhou maior destaque no espetáculo Na Carrera do Divino, sob direção de Paulo Betti e autoria de Carlos Alberto Soffredini. Excursionou por vários lugares com o espetáculo, que reunia um grupo de amigos de teatro que queriam contar suas próprias histórias, visto que a maioria dos integrantes vinham do interior. A peça foi um sucesso de crítica e público e trouxe maior estabilidade na vida do casal Eliane e Paulo, que à época já tinham uma filha. Em 1981, estrelou o espetáculo Aurora da Minha Vida, onde interpretou uma gama de personagens: a Mãe; a Professora Primária e de Ciências; a Aluna Adiantada; a Freira, e a Professora de Canto Orfeônico. O premiado espetáculo tinha autoria e direção de Naum Alves de Souza.
Durante uma breve passagem pela TV Tupi, ela conheceu o diretor e ator Antônio Abujamra. Após o fechamento da emissora, Abujamra a convidou para interpretar o papel principal em Ninho da Serpente, de Jorge Andrade, na TV Bandeirantes em 1982. Segundo ela, Abujamra a escolheu para o papel protagonista da novela, apesar das resistências devido ao fato de ser uma atriz de teatro desconhecida e não se encaixar nos padrões habituais de protagonistas de televisão. Ela então foi aprovada no elenco e desempenhou o papel da mocinha "Lídia", herdeira de uma família cheia de preconceitos sociais que se envolve com o humilde enfermeiro "Mateus" (Kito Junqueira). Em sua estreia na televisão, atuou ao lado de grandes nomes: sua personagem era filha de Beatriz Segall, neta de Cleyde Yáconis e sobrinha-neta de Carmem Silva.
Com o fim de Ninho da Serpente, logo foi contratada para integrar o elenco de Campeão (1982), outra produção da TV Bandeirantes, dessa vez em um papel coadjuvante, como "Cris". Em 1984, retorna aos palcos na peça Com a Pulga Atrás da Orelha, com a direção de Gianni Ratto. Neste ano, também, foi contratada pelo SBT para atuar na novela Vida Roubada, estrelada por ela e Suzy Camacho. Na trama, interpreta "Hilda", jovem rebelde que não vê sua família desde os seis anos de idade quando foi morar em um internato após a morte da mãe. Ela e sua amiga "Alice" (personagem de Camacho) resolvem fugir do internato, mas "Hilda" acaba morrendo em um acidente de carro. "Alice", sozinha no mundo, decide assumir a identidade da amiga e retorna às fazendas da família dela. Também realiza uma participação especial na novela Meus Filhos, Minha Vida (1984) no papel de "Isabel Montenegro".
Em 1985, estrela a novela Uma Esperança no Ar, também no SBT, no papel de "Débora", uma jovem que possui um passado misterioso e desenvolve um romance com "Edgar", um político mau-caráter que abandona a grande chance de ascensão política para render-se aos encantos da mulher amada. Após esse trabalho, encerrou o contrato com a emissora e mudou-se para o Rio de Janeiro, visto que seu marido, Paulo Betti, estava contratado pela TV Globo. Lá, foi trabalhar na TV Manchete, atuando na novela Helena (1987), atuando como "Joana Mendonça", par romântico de Elias Andreato.

### 1990—99: Reconhecimento e projeção nacional na televisão
Em sua passagem pela Manchete, conheceu os diretores Denise Saraceni e Luiz Fernando Carvalho. Com a volta de Denise para a TV Globo, ela convidou Eliane para o elenco da minissérie Desejo, onde interpretou "Lucinda". Após esse trabalho, logo foi convidada para atuar em sua primeira novela na emissora, sendo escalada para a trama do horário das seis Felicidade, de Manoel Carlos. Sua personagem, "Isaura", é uma mulher elegante e dona de um confecção de roupas clandestina, que coordena um grupo de jovens autônomas. Ela é amiga da protagonista "Helena", papel de Maitê Proença. A atriz também protagonizou a peça A Fera na Selva (1991) e esteve presente no episódio "Verdades e Mentiras" do programa Você Decide, em 1992, onde o público decidia os rumos que os personagens tomariam por meio de ligações enquanto a trama ia ao ar.
No entanto, foi na novela das nove Renascer, escrita por Benedito Ruy Barbosa, que alcançou o grande público e tornou-se realmente conhecida na televisão, no papel de "Dona Patroa". Sua personagem como uma mulher subjugada pelo marido, o "Coronel Teodoro" (Herson Capri) um coronel que trazia mulheres para dentro de casa. Apesar das dificuldades, ela abraçou o papel com determinação, pedindo permissão ao autor para adicionar suas próprias expressões, inspirada por Guimarães Rosa. Renascer foi um marco em sua carreira, não apenas pelo desafio do papel, mas também pela colaboração com Luiz Fernando Carvalho, com quem compartilhava uma profunda afinidade artística desde os tempos da Manchete. O papel lhe rendeu diversas críticas positivas e seu nome foi citado como uma das mulheres mais belas do país, e também representou para Eliane um crescimento significativo em sua jornada artística e lhe alçou a postos maiores na televisão.
Em 1994, esteve na minissérie Incidente em Antares, baseada no romance homônimo de Érico Veríssimo, que tem um contexto de realismo fantástico e político muito forte e em uma greve geral, sete mortos são impedidos de serem enterrados e, revoltados, vão ao centro da cidade exigir que sejam enterrados. Em 1995, fez uma participação especial na minissérie Engraçadinha: Seus Amores e Seus Pecados e, já no final de 1994, começou a gravar a novela Irmãos Coragem, que estreou na TV Globo em janeiro de 1995. Na trama, interpreta "Estela", a esposa de "Coronel Pedro Barros" (interpretado por Cláudio Marzo), descrita como bonita e vaidosa, insatisfeita com a vida em Coroado. Ela foi obrigada pelo pai a se casar para quitar uma dívida de jogo e não tem afeto por seu marido, a quem considera um homem rude, sujo e violento. Ela frequenta casas de jogos, onde acumula dívidas, e é infiel ao marido, de quem não gosta. Também esteve no episódio "A Casa dos Quarenta" de A Comédia da Vida Privada.
Recém saída de Irmãos Coragem, logo foi escalada para novela das nove Explode Coração, escrita por Glória Perez e que abordava a temática cigana. Na produção, pôde explorar seu lado cômico ao interpretar a cigana exagerada "Lola". Sua personagem é a esposa de "Jairo" (Paulo José), mãe de "Dara" (Tereza Seiblitz) e "Ianca" (Leandra Leal). Ela é alegre, divertida e passional, profundamente apaixonada pelo marido. Entretanto, fica desesperada com a rebeldia da filha, frequentemente fingindo desmaios para evitar confrontos. Como uma cigana abastada, veste roupas luxuosas e muitas joias, reservando os trajes típicos para festas da comunidade ou para ler a sorte às sextas-feiras. Apesar de morar em um prédio sofisticado na Barra da Tijuca, "Lola" ignora a agitação dos vizinhos e é conhecida por sua franqueza e por não levar desaforos para casa.
Em 1997, obteve reconhecimento no cinema ao protagonizar com Marcos Palmeira o drama O Amor Está no Ar, onde interpreta uma mulher sofisticada de quarenta anos que apresenta um programa de rádio promovendo encontro de casais que, em certa altura, desenvolve um romance com um homem mais jovem e de baixa instrução. Por esse trabalho, recebeu o prêmio de melhor atriz no Festival de Cinema de Gramado. Neste ano, também esteve em evidencia na novela A Indomada, de Aguinaldo Silva, como a alcoólatra "Santa Maria", uma das personagens mais marcantes da trama, e irmã da vilã "Altiva" (Eva Wilma).
Em 1998, esteve em uma participação especial nos primeiros capítulos da minissérie Hilda Furacão, fenômeno estrelado por Ana Paula Arósio no papel-título, como "Berta Müller", a mãe de "Hilda". Também fez uma participação na novela Torre de Babel, de Sílvio de Abreu, interpretando "Wandona", uma cafetina. Em seguida, fez aparições em seriados, como Você Decide (1998), Mulher (1999) e O Belo e as Feras (1999). Em 1999, viveu "Janete" em Andando nas Nuvens, uma sensual professora de dança que é madura, determinada e tem casos com homens mais jovens. Com Joana Fomm, Letícia Sabatella e Guilherme Weber, protagonizou a peça Por um Novo Incêndio Romântico, que conta a história de duas amigas que, guiadas pelo deus-menino Ganesha, buscam algo de novo em suas vidas em uma viagem à Índia.

### 2000—09: Amadurecimento dos personagens
Em 2001, interpretou a "Condessa de Gouvarinho", uma senhora de origem inglesa, na minissérie Os Maias, baseada na obra de Eça de Queirós. Ainda naquele ano, fez participações cômicas nos seriados Os Normais e Sai de Baixo. Recebeu uma indicação de Melhor Atriz Coadjuvante no Prêmio Guarani e recebeu o Prêmio Qualidade Brasil de atriz de cinema por sua atuação no filme dramático Uma Vida em Segredo (2001), de Suzana Amaral. Por fim, ainda em 2001, recebeu um de seus papéis mais marcantes, a marroquina "Nazira", em O Clone, personagem que lhe rendeu o prêmio de melhor atriz pela Associação Paulista dos Críticos de Arte. Sua personagem é a irmã mais velha de "Said" (Dalton Vih) e "Mohamed" (Antônio Calloni), que os criou como mãe. Exagerada e passional, ela é uma solteirona, muito bela e muito apegada às tradições de seu povo.
No teatro, em 2001, protagonizou com Andréa Beltrão e Ana Beatriz Nogueira a peça A Memória da Água, adaptação do texto de Shelagh Stephenson e direção de Felipe Hirsch. Na obra Memória da Água, três irmãs separadas por longos períodos se reúnem após a morte da mãe. Enquanto aguardam o funeral em uma vila à beira-mar, revisitam lembranças, resolvem questões pendentes e ponderam sobre o curso de suas vidas. Em 2002, atuou no filme dramático Histórias do Olhar como "Marta". Em 2003, fez uma das protagonistas da minissérie A Casa das Sete Mulheres, a determinada "Dona Caetana", ícone nacional da história do Brasil. Em 2004, interpretou duplamente a pintora modernista Tarsila do Amaral, na série Um Só Coração, da TV Globo, e no espetáculo Tarsila, o qual ela protagoniza. Nesse ano, também teve destaque na cinebiografia Olga, que retrata a vida da revolucionária comunista Olga Benário Prestes, interpretada por Camila Morgado, onde ela deu vida à "Eugénie Benário", mãe da biografada.
Em 2005, outro destaque de sua carreira, encarnou a "Viúva Neuta" de América, outra contribuição com Glória Perez. Na trama, ela é uma mulher decidida e corajosa, do tipo que não leva desaforo para casa, que comanda a fazenda em que mora com o filho e as meninas que acolhe. Sua personagem era muito importante na trama e teve muita popularidade perante os telespectadores e a crítica, sendo eleita melhor atriz no Prêmio Extra e Prêmio Qualidade Brasil. Seu par com "Dinho", personagem de Murilo Rosa, muitas vezes ofuscou os protagonistas e ambos foram eleitos como melhor casal da teledramaturgia daquele ano.
Em 2006, pela terceira vez, ela interpretou Tarsila do Amaral na minissérie histórica JK, que explorava a vida e a política de Juscelino Kubitschek, ex-presidente da República. Em seguida, seu próximo papel foi na telenovela Cobras & Lagartos, escrita por João Emanuel Carneiro, onde ela desempenhou o papel de "Eva Padilha", uma beata com dupla personalidade. Eva é casada com um ladrão de joias e é dona de uma loja de tecidos na Saara, no Centro do Rio de Janeiro. Ela educa seus filhos com rigor e religiosidade, mas enfrenta o desafio ao perceber que sua prole tem um talento natural para a malandragem, assim como o pai. Em 2007, voltou ao teatro com O Mundo dos Esquecidos, escrita por Adriana Falcão em parceria com sua filha Tatiana Maciel. A peça narra a vida de "Dolores" (Giardini), uma mulher de uma pequena cidade que cuida da mãe doente enquanto trabalha. Sua rotina é transformada pelo amor por "Arthur", papel de Adriano Garib, responsável pela roda-gigante da quermesse local. A história de amor deles se desenrola ao longo de vinte anos e é marcada por uma peculiaridade: personagens que desapareceram da memória de "Dolores" existem em um mundo paralelo. O elenco ainda inclui Silvia Buarque, Gisele Fróes e Fernando Alves Pinto.
Na televisão, interpretou "Pérola", um dos papéis principais da novela Eterna Magia.Tia da protagonista "Eva", interpretada por Malu Mader, "Pérola" é na verdade sua mãe, um segredo desconhecido por todos. Ela teve um romance com "Max" (Werner Schünemann), de quem ainda é apaixonada, e desse amor nasceu "Eva". Decidiu colocá-la no lugar da filha falecida de sua irmã "Marta" (Adriana Rabelo), fazendo com que todos acreditassem que Marta fosse sua mãe. Em 2008, atuou na minissérie Capitu, adaptação do romance Dom Casmurro de Machado de Assis, como "Dona Glória", mãe do protagonista "Bentinho", que, por promessa ao perder um filho, faz de tudo para seu próximo herdeiro tornar-se padre. No ano seguinte, em 2009, realiza sua quarta parceria com Glória Perez, dessa vez na novela Caminho das Índias, como a indiana "Indira", uma mulher subserviente ao seu marido e aos costumes de seu país. Dramática e dedicada à família, desconta todas as frustrações de sua vida em cima de suas noras.

### 2010—19: Primeira protagonista na TV Globo e diversificação de trabalhos

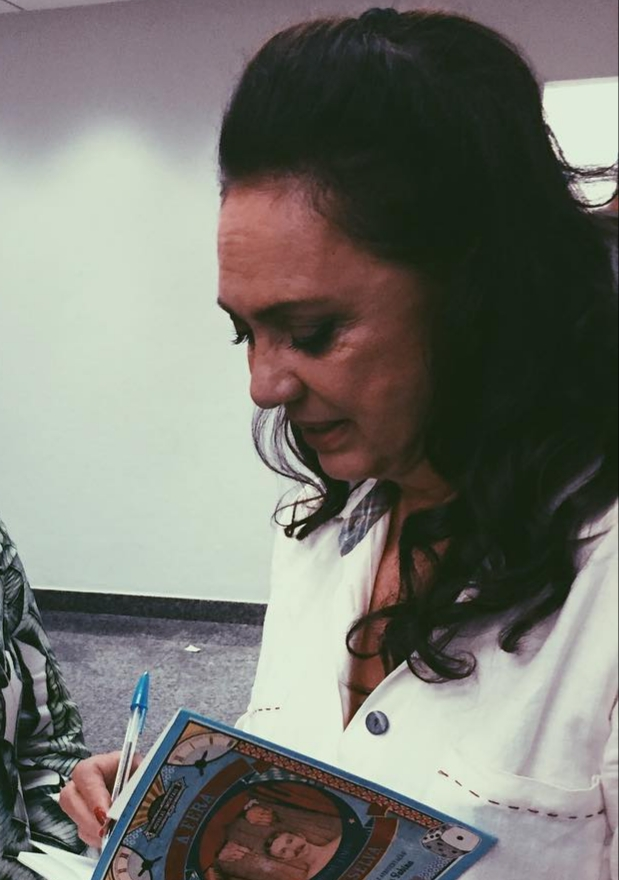
Giardini em coletiva de imprensa.

Em 2010, interpretou sua primeira protagonista em telenovelas da TV Globo, a "Hélia Pimenta" em Tempos Modernos, uma mulher de temperamento difícil que é apaixonada por "Leal", personagem vivido por Antônio Fagundes. A história de amor de ambos é tema central da telenovela. Sua personagem é uma ex-bailarina que abandonou a dança profissional sem esclarecer as razões. Para compensar a falta dos palcos, ela fundou uma academia no centro de São Paulo, oferecendo diversos ritmos de dança aos alunos. Ela foi a primeira moradora do Titã, prédio em que a trama se ambienta, e mantém em segredo a identidade e o paradeiro do pai de seu único filho. Também oculta a razão de seu relacionamento conflituoso com Leal. Seu filho,"Zeca" (interpretado por Thiago Rodrigues), é um rapaz bom, sincero e íntegro. No mesmo ano, dirigiu seu primeiro curta-metragem Filtro de Papel.
Em 2011, interpretou "Sandra Herbert" na minissérie Lara com Z. , continuação da série Cinquentinha, que tem foco na personagem "Lara", uma atriz caída no ostracismo interpretada por Susana Vieira. Na trama, deu vida à vilã, uma crítica de teatro que no passado teve uma rivalidade com a protagonista e agora reaparece em sua vida para mais inimizades. Em 2012, interpretou a personagem cômica "Muricy Araújo", em Avenida Brasil, que tornou-se um de seus papéis de maior popularidade. Na trama, ela batalhou na vida como camelô para criar os filhos, o protagonista "Tufão" (Murilo Benício) e "Ivana" (Letícia Isnard). Apesar de ter um bom coração, é conhecida por ser franca e temperamental. Após se separar de "Leleco" (Marcos Caruso), também se envolve romanticamente com um homem mais jovem, mas tem recaídas com o ex-marido.
Ainda gravando os últimos capítulos de Avenida Brasil, começou a ensaiar o espetáculo Édipo Rei, mais uma adaptação da clássica tragédia escrita por Sófocles em 427 a.C. A peça acompanha o protagonista Édipo, que, em sua infância, um oráculo profetiza que ele mataria o pai e se casaria com a própria mãe. Com a promessa deste futuro nefasto, ele decide fugir da casa de seus pais, sem saber que tinha sido adotado. Giardini interpreta Jocasta, a mãe de Édipo. No ano seguinte, em 2013, é escalada para o elenco da telenovela Amor à Vida, onde interpretou "Ordália", uma enfermeira que luta para melhorar a vida de todos ao seu redor, em especial sua família. Ela é mãe do protagonista Bruno, interpretado por Malvino Salvador, e em certo momento da trama se reencontra com um amor do passado, repensando suas escolhas de vida.
Em 2014, faz uma participação especial na última temporada de A Grande Família, como "Vilma", uma pretendente de "Lineu" (Marco Nanini), que estremece o seu sólido casamento. Em 2015, aparece no filme Chatô, o Rei do Brasil, dirigido por Guilherme Fontes, que traz uma versão romantizada da vida do paraibano Assis Chateaubriand, magnata da comunicação e fundador dos Diários Associados. Apesar de ter sido lançado em 2015, o processo de produção do filme passou por inúmeras, controvérsias, sendo gravado entre 1999 e 2004. Em 2016, encarna uma importante personagem na novela Êta Mundo Bom!, a generosa "Anastácia de Goytacazes", uma viúva milionária à procura de seu filho tirado de suas mãos logo após o parto, na juventude, sendo esse o inocente "Candinho" (Sérgio Guizé). No cinema, faz uma participação especial no filme de ficção científica Um Homem Só, estrelado por Vladimir Brichta e Mariana Ximenes, como "Tia Leila".
Em 2017, volta às telonas na comédia Gostosas, Lindas & Sexies, dirigido por Ernani Nunes, como "Carmem", editora de uma revista de moda. Na televisão, interpreta a vilã cômica "Nádia" em O Outro Lado do Paraíso, uma mulher racista, que não aceita o filho se casar com uma mulher negra. Apesar de má, a personagem tinha ares cômicos, o que dividia a opinião do público. Na trama, é casada com o juiz corrupto "Gustavo" (Luís Melo) e desaprova a união de seu filho "Bruno" (Caio Paduan) com "Raquel" (Érika Januza), uma mulher negra que, no passado, trabalhou como empregada doméstica em sua casa, mas retorna anos depois como juíza. Nesse ainda, protagoniza com Paulo Betti a adaptação cinematográfica de A Fera na Selva, na qual também trabalha como diretora e roteirista.
Em 2019, interpretou mais uma estrangeira em Órfãos da Terra, de Duca Rachid e Thelma Guedes. A produção marcou mais uma parceria da atriz com Paulo Betti, que interpreta seu marido na trama. Sua personagem, "Rania", abandonou a vida na Síria para se casar com "Miguel" (Betti), formando uma família no Brasil. Ao longo da trama, acolhe seus familiares refugiados da guerra e reencontra-se com sua filha perdida, interpretada por Letícia Sabatella. Por seu desempenho no filme Deslembro (2019), foi premiada pelo Festival do Rio como melhor atriz coadjuvante e recebeu nomeação na mesma categoria no Prêmio Guarani de Cinema. O filme, dirigido por Flávia Castro, conta a história de uma jovem que vive em Paris com sua família e volta ao país em plena ditadura militar brasileira. Giardini interpreta "Lúcia", a avó da protagonista.

### 2020—presente: Trabalhos recentes
Em março de 2021, foi convidada para uma participação especial na novela Amor de Mãe, de Manuela Dias. Ela aparece na trama como "Vera", mãe do trio Vitória (Taís Araújo), Miranda (Débora Lamm) e Natália (Clarissa Kiste). Sua personagem é uma mulher que teve uma vida agitada, ao estilo hippie, que viajou o mundo e teve uma filha de cada relacionamento. Após muito tempo, reaparece para revelar às filhas que está doente.  Em 2022, protagoniza com Marcos Caruso a comédia romântica Intimidade Indecente no teatro. Sucesso de crítica e público, a peça acompanha "Mariano" e "Roberta" (Eliane Giardini) são um casal de sessentões cansados da mesmice da rotina. Com o desejo esfriado, falta de sexo e muita implicância mútua, ambos estão ansiosos por novas experiências e questionam a continuidade do relacionamento. No entanto, a vida os surpreende ao trazê-los de volta um ao outro repetidas vezes, como num efeito bumerangue. Nesses encontros e desencontros, eles gradualmente descobrem que são os maiores cúmplices um do outro.
Em 2023, Eliane de destacou na pele da vilã "Agatha" da telenovela Terra e Paixão, trama do horário nobre escrita por Walcyr Carrasco. "Agatha", mãe de "Caio" (Cauã Reymond) e primeira esposa de "Antônio La Selva" (Tony Ramos), foi considerada morta por décadas. No entanto, ela ressurge em Nova Primavera após cumprir anos de prisão. De início, esconde seu passado e se diz injustiçada, mas aos poucos revela-se como a grande vilã da história. Em 2024, interpreta a grande vilã da segunda temporada da série de comédia Encantado's, como "Dalva", uma mulher disposta a se vingar por ter sido preterida no passado. Ela chega no universo da série disposta a acabar com a união e alegria da família "Ponza".

## Vida pessoal
Entre 1973 e 1997, foi casada com o também ator Paulo Betti. A cerimônia de casamento ocorreu em Sorocaba, mas ambos já moravam em São Paulo. Em 1977, nasceu a primeira filha do casal, Juliana, seguida por Mariana em 1980. Durante a maternidade, abdicou temporariamente da carreira de atriz, retomando somente na década de 1980. Juliana cursou Geografia na PUC-Rio e desenvolveu interesse tanto pela música quanto pela atuação, enquanto Mariana optou por História na mesma universidade e atualmente está matriculada no curso de teatro na Casa das Artes de Laranjeiras, seguindo também a carreira de atriz.

## Teatro
| Ano     | Título                             | Papel                                       | Nota(s)              |
| ------- | ---------------------------------- | ------------------------------------------- | -------------------- |
| 1971    | O Pagador de Promessas             | Rosa                                        |                      |
| 1972    | Boca de Ouro                       |                                             | Estreia profissional |
| 1973    | O Inspetor Geral                   |                                             |                      |
| 1973    | O Doente Imaginário                |                                             |                      |
| 1974    | Fora, Diante da Porta              |                                             |                      |
| 1974    | Rastro Atrás                       |                                             |                      |
| 1975    | Victor, ou As Crianças no Poder    | Ida Mortemart / Maria                       |                      |
| 1976    | Os Iks                             |                                             |                      |
| 1977    | O Processo                         |                                             |                      |
| 1977    | Cerimônia por um Negro Assassinado |                                             |                      |
| 1978    | A Vida É Sonho                     |                                             |                      |
| 1979    | Na Carreira do Divino              | Mariquinha                                  | também idealizadora  |
| 1981    | A Aurora da Minha Vida             | Mãe / Professora / Aluna Adiantada / Freira |                      |
| 1984    | Com a Pulga Atrás da Orelha        |                                             |                      |
| 1988    | O Amigo da Onça                    |                                             |                      |
| 1989    | Perversidade Sexual em Chicago     | Joan                                        |                      |
| 1991    | A Fera na Selva                    | May Bartram                                 |                      |
| 1994    | Querida Mamãe                      | Helô                                        |                      |
| 1998    | A Dama do Cerrado                  | Leda Florim                                 |                      |
| 1999    | Por um Novo Incêndio Romântico     | Margareth                                   |                      |
| 2001    | Memória da Água                    | Teresa                                      |                      |
| 2004    | Tarsila                            | Tarsila do Amaral                           |                      |
| 2007    | O Mundo dos Esquecidos             | Dolores                                     |                      |
| 2012–13 | Édipo Rei                          | Rainha Jocasta                              |                      |
| 2019    | Peça de Casamento                  | Mulher                                      |                      |
| 2022    | Intimidade Indecente               | Roberta                                     |                      |

## Filmografia

### Televisão
| Ano  | Título                                   | Papel                                   | Nota                                              |
| ---- | ---------------------------------------- | --------------------------------------- | ------------------------------------------------- |
| 1982 | Ninho da Serpente                        | Lídia Taques Penteado de Andrade        |                                                   |
| 1982 | Campeão                                  | Cristina Cardoso (Cris)                 |                                                   |
| 1983 | Vida Roubada                             | Hilda de Albuquerque Rosas / Verônica   |                                                   |
| 1984 | Caso Verdade                             |                                         | Episódio: "Perdido nas Trevas"                    |
| 1984 | Meus Filhos, Minha Vida                  | Isabel Montenegro                       |                                                   |
| 1985 | Uma Esperança no Ar                      | Débora                                  |                                                   |
| 1987 | Helena                                   | Joana Mendonça                          |                                                   |
| 1990 | Desejo                                   | Lucinda                                 |                                                   |
| 1991 | Felicidade                               | Isaura                                  |                                                   |
| 1992 | Você Decide                              |                                         | Episódio: "Verdades e Mentiras"                   |
| 1993 | Renascer                                 | Iolanda Regina Martinez (Dona Patroa)   |                                                   |
| 1994 | Incidente em Antares                     | Eleutéria Branco                        |                                                   |
| 1995 | Engraçadinha: Seus Amores e Seus Pecados | Maria Aparecida                         |                                                   |
| 1995 | Irmãos Coragem                           | Estela                                  |                                                   |
| 1995 | A Comédia da Vida Privada                | Helena                                  | Episódio: "A Casa dos Quarenta"                   |
| 1995 | Explode Coração                          | Lola Sbano                              |                                                   |
| 1996 | Você Decide                              |                                         | Episódio: "O Segredo"                             |
| 1997 | A Indomada                               | Santa Maria Pedreira (Santinha)         |                                                   |
| 1998 | Hilda Furacão                            | Berta Müller                            |                                                   |
| 1998 | Torre de Babel                           | Wandona                                 |                                                   |
| 1998 | Você Decide                              |                                         | Episódio: "Aconteceu no Natal"                    |
| 1999 | Mulher                                   | Anita                                   |                                                   |
| 1999 | O Belo e as Feras                        | Ludmila                                 | Episódio: "Mulher de Amigo Meu, Pra Mim, é Ótimo" |
| 1999 | Andando nas Nuvens                       | Janete Viana de Oliveira Mota Vargas    |                                                   |
| 2000 | Você Decide                              | Anamaria                                | Episódio: "Glorinha Vai às Compras"               |
| 2000 | Brava Gente                              | Leonor                                  | Episódio: "O Condomínio"                          |
| 2001 | Os Maias                                 | Condessa de Gouvarinho                  |                                                   |
| 2001 | Os Normais                               | Marta                                   | Episódio: "Normas do Clube"                       |
| 2001 | Sai de Baixo                             | Eva                                     | Episódio: "É Doando Que Se Recebe"                |
| 2001 | O Clone                                  | Nazira Rachid                           |                                                   |
| 2003 | A Casa das Sete Mulheres                 | Caetana Garcia                          |                                                   |
| 2004 | Um Só Coração                            | Tarsila do Amaral                       |                                                   |
| 2005 | América                                  | Neuta Fontes (Viúva Neuta)              |                                                   |
| 2006 | JK                                       | Tarsila do Amaral                       |                                                   |
| 2006 | Cobras & Lagartos                        | Eva Padilha / Esmeralda                 |                                                   |
| 2007 | Eterna Magia                             | Pérola O'Brian Sullivan                 |                                                   |
| 2008 | Capitu                                   | Dona Glória Santiago                    |                                                   |
| 2009 | Caminho das Índias                       | Indira Ananda                           |                                                   |
| 2010 | Tempos Modernos                          | Hélia Pimenta                           |                                                   |
| 2010 | Afinal, o Que Querem as Mulheres?        | Profª. Noemi                            | Episódio: "11 de novembro"                        |
| 2011 | Lara com Z                               | Sandra Heibert                          |                                                   |
| 2012 | Avenida Brasil                           | Muricy Araújo                           |                                                   |
| 2013 | Amor à Vida                              | Ordália Aparecida Souza Araújo          |                                                   |
| 2014 | A Grande Família                         | Vilma                                   | Episódio: "Ratos e Homens Ratos"                  |
| 2014 | A Grande Família                         | Vilma                                   | Episódio: "40 Anos com Ela"                       |
| 2016 | Êta Mundo Bom!                           | Anastácia de Goytacazes Souza Sampaio   |                                                   |
| 2017 | Dois Irmãos                              | Zana Rahal                              |                                                   |
| 2017 | O Outro Lado do Paraíso                  | Nádia Campos Nogueira                   |                                                   |
| 2019 | Órfãos da Terra                          | Rania Anssarah Nasser                   |                                                   |
| 2021 | Amor de Mãe                              | Vera Amorim                             | Episódios: "16–29 de março"                       |
| 2023 | Terra e Paixão                           | Agatha Moura La Selva / Ana Maria Moura |                                                   |
| 2024 | Encantado's                              | Dalva                                   |                                                   |
| 2024 | Mania de Você                            | Berta Pereira Cavalcanti                |                                                   |

### Cinema
| Ano  | Título                        | Personagem       | Nota                     |
| ---- | ----------------------------- | ---------------- | ------------------------ |
| 1971 | O Salário da Morte            | Joana (Joaninha) |                          |
| 1990 | Acorda, Raimundo... Acorda!!! | Marta            | Curta-metragem           |
| 1993 | O Dia da Cura                 |                  | Curta-metragem           |
| 1997 | O Amor Está no Ar             | Lora Berg        |                          |
| 2001 | Uma Vida em Segredo           | Constança        |                          |
| 2002 | Histórias do Olhar            | Marta            |                          |
| 2004 | Olga                          | Eugénie Benário  |                          |
| 2011 | Filtro de Papel               | Diretora         | Curta-metragem           |
| 2015 | Chatô, o Rei do Brasil        | Consuelo         |                          |
| 2016 | Um Homem Só                   | Tia Leila        |                          |
| 2017 | Gostosas, Lindas & Sexies     | Carmem           |                          |
| 2019 | A Fera na Selva               | Maria Bartram    | também direção e roteiro |
| 2019 | Deslembro                     | Lucia            |                          |

## Prêmios e indicações
| Ano  | Premiação                               | Categoria                                                     | Nomeações                     | Resultado |
| ---- | --------------------------------------- | ------------------------------------------------------------- | ----------------------------- | --------- |
| 1984 | Prêmio Governador do Estado             | Melhor Atriz                                                  | Cabeça e Corpo                | Venceu    |
| 1997 | Festival de Cinema de Gramado           | Melhor Atriz                                                  | O Amor Está No Ar             | Venceu    |
| 2002 | Prêmio APCA de Televisão                | Melhor Atriz                                                  | O Clone                       | Venceu    |
| 2002 | Prêmio Contigo! de TV                   | Melhor Atriz Cômica                                           | O Clone                       | Indicado  |
| 2002 | Melhores do Ano                         | Melhor Atriz Coadjuvante                                      | O Clone                       | Indicado  |
| 2002 | Prêmio Arte Qualidade Brasil            | Melhor Atriz em Filme                                         | Uma Vida em Segredo           | Venceu    |
| 2003 | Prêmio Guarani de Cinema Brasileiro     | Melhor Atriz Coadjuvante                                      | Uma Vida em Segredo           | Indicada  |
| 2003 | Prêmio Arte Qualidade Brasil - SP       | Melhor Atriz                                                  | A Casa das Sete Mulheres      | Indicada  |
| 2003 | Prêmio Arte Qualidade Brasil - RJ       | Melhor Atriz                                                  | A Casa das Sete Mulheres      | Venceu    |
| 2005 | Prêmio Arte Qualidade Brasil - SP       | Melhor Atriz Coadjuvante                                      | América                       | Venceu    |
| 2005 | Prêmio Contigo! de TV                   | Melhor Par Romântico (com Murilo Rosa)                        | América                       | Venceu    |
| 2005 | Prêmio Extra de Televisão               | Melhor Atriz                                                  | América                       | Venceu    |
| 2005 | Prêmio Revista Minha Novela             | Melhor Atriz Coadjuvante                                      | América                       | Venceu    |
| 2005 | Prêmio Revista Minha Novela             | Casal do Ano (com Murilo Rosa)                                | América                       | Venceu    |
| 2006 | Grande Prêmio do Cinema Brasileiro      | Melhor Atriz Coadjuvante                                      | Olga                          | Indicado  |
| 2007 | Festival de Cinema e TV de Natal        | Melhor Atriz de Televisão                                     | Eterna Magia                  | Venceu    |
| 2007 | Festival de Cinema e TV de Natal        | Melhor Atriz de Televisão                                     | Cobras & Lagartos             | Venceu    |
| 2009 | Prêmio Arte Qualidade Brasil            | Melhor Atriz Coadjuvante de Minissérie                        | Capitu                        | Indicado  |
| 2009 | Festival de Cinema e TV de Natal        | Melhor Atriz                                                  | Caminho das Índias            | Venceu    |
| 2010 | Prêmio Contigo! de TV                   | Melhor Atriz Coadjuvante                                      | Caminho das Índias            | Indicado  |
| 2012 | Prêmio Extra de Televisão               | Melhor Atriz Coadjuvante                                      | Avenida Brasil                | Indicado  |
| 2012 | Prêmio Quem de Televisão                | Melhor Atriz Coadjuvante                                      | Avenida Brasil                | Indicado  |
| 2012 | Melhores do Ano                         | Melhor Atriz Coadjuvante                                      | Avenida Brasil                | Indicado  |
| 2017 | Festival de Cinema de Gramado           | Homenagem (Prêmio especial do Júri)                           | Contribuição à Arte Dramática | Venceu    |
| 2017 | Prêmio Contigo! de TV                   | Melhor Atriz de Série                                         | Dois Irmãos                   | Indicado  |
| 2017 | Troféu UOL TV e Famosos                 | Melhor Atriz                                                  | Dois Irmãos                   | Indicada  |
| 2018 | Festival Internacional de Cinema do Rio | Melhor Atriz coadjuvante                                      | Deslembro                     | Venceu    |
| 2020 | Prêmio Guarani de Cinema Brasileiro     | Melhor Atriz Coadjuvante                                      | Deslembro                     | Indicada  |
| 2023 | Prêmio Bibi Ferreira                    | Melhor Atriz em Peça de Teatro                                | Intimidade Indecente          | Indicada  |
| 2023 | Melhores do Teatro Blog do Arcanjo      | Melhor Atriz em Comédia Dramática                             | Intimidade Indecente          | Venceu    |
| 2023 | Melhores do Teatro Blog do Arcanjo      | Melhor Par Romântico em Comédia Dramática (com Marcos Caruso) | Intimidade Indecente          | Venceu    |
| 2023 | Prêmio ArteBlitz de Novela              | Melhor Atriz Vilã                                             | Terra e Paixão                | Indicada  |
| 2023 | Prêmio Área VIP                         | Melhor Atriz                                                  | Terra e Paixão                | Indicada  |
| 2023 | Melhores do Ano - Duh Secco             | Atriz                                                         | Terra e Paixão                | Indicada  |
| 2023 | Melhores do Ano TV Press                | Melhor Atriz                                                  | Terra e Paixão                | Venceu    |